# Asamblea Legislativa Departamental (Bolivia)
Las Asambleas Legislativas Departamentales de Bolivia (ALD) son los órganos encargados de gobernar, legislar y fiscalizar en cada uno de los nueve departamentos:

## Asamblea Legislativa Departamental delBeni
Cuenta con que 28 curules de los cuales 12 son asambleístas del Movimiento al Socialismo MAS , 7 del MTS Movimiento Tercer Sistema y 5 de la alianza TODOS, los pueblos indígenas originarios campesinos cuentan con 4 representantes . Sesióna en Trinidad. Edgar Rea Avaroma , del Movimiento al Socialismo , asumió la presidencia.

## Asamblea Legislativa Departamental deChuquisaca
Compuesta por 21 miembros, 14 curules están en asambleístas del MAS Movimiento Al socialismo, 5 De CST Chuquisaca Somos Todos y 2 De la Nación Guaraní. 
Damián Condori De la agrupación CST fue  electo gobernador .

## Asamblea Legislativa Departamental deCochabamba
Son 34 curules, de los cuales 25 están en manos de asambleístas del  MAS-IPSP , 6 de SÚMATE por Cochabamba, 1 del Movimiento tercer sistema , y 2 por circunscripción especial que son de la Nación Yuracaré y Nación Yuqui. Edmundo Novillo juró como el primer Gobernador del departamento de Cochabamba.

## Asamblea Legislativa Departamental deLa Paz
Está compuesta por 45 curules, 25 asambleístas del MAS-IPSP, 8 asambleístas de JALLALLA La Paz, 5 de PBCSP Por el bien común somos pueblo , 1 de SOL.BO, 1 del MTS Movimiento Tercer Sistema y 5 de los pueblos Indígenas y Originarios.

## Asamblea Legislativa Departamental deOruro
Está Compuesta por 25 Asambleístas del Movimiento al Socialismo, 1 de Participación Popular PP, 3 de UN sol para oruro (Unidad nacional), 2 De BST Bolivia Somos Todos y 1 del MTS Movimiento Tercer Sistema. También con 1 representante de los pueblos indígenas .
En total está compuesta por 33 asambleístas.

## Asamblea Legislativa Departamental dePando
Está conformada por 21 asambleístas
la mayoría es del Movimiento al Socialismo MAS con 13 asambleístas , 5 Representan a la oposición repartidos entre 2 de CID , 1 del MTS Movimiento Tercer Sistema, 1 de PST y 1 de MDA ,los pueblos indígenas cuentan con 3. 
El gobernador de Pando es Regis Richter  del MTS.

## Asamblea Legislativa Departamental dePotosí
Cuenta con 32 escaños, 24 en manos de asambleístas del MAS ,partido oficialista , la oposición cuenta con 8 representantes compuestos por 3 Del partido PANBOL Partido de acción nacional boliviano , 3 de AS Alianza Social  y 1 para MOP Movimiento Originario Popular, 1 de PUKA SUNQU.
El gobernador es del Movimiento Al Socialismo tras ganar la elección a la gobernación.

## Asamblea Legislativa Departamental deSanta Cruz
Tiene 28 asambleístas: 1 por cada una de las 15 Provincias, elegidos en franjas diferentes a la del Gobernador, 1 por cada uno de los 5 Pueblos Indígena Originario Campesinos y 8 Asambleístas por población. El partido oficialista es la agrupación 'CREEMOS'(CREEMOS).

## Asamblea Legislativa Departamental deTarija
Tiene 30 asambleístas, este 2021 tras las elecciones subnacionales,  la asamblea tarijeña se distribuyó en 3 partidos y por los pueblos guaraníes , 12 asambleístas de UNIR (Unidos por Tarija), 2 asambleístas de TODOS (Comunidad De Todos), 13 asambleístas del MAS (Movimiento al Socialismo) y 3 asambleístas de las Comunidades Indígenas Guaraníes (Guaraníes, Weenhayek y Tapietes).